# Bombus breviceps
Bombus breviceps es una especie de abejorro. Es el principal polinizador de los cultivos del cardamomo negro en la India.

## Descripción.
Este abejorro es peludo, principalmente negro. Su tórax es completamente de este color. Su abdomen es negro con vello amarillo en la parte superior de sus primeras tres tergitas metasomales (segmentos abdominales). La siguiente tergita metasomal es negra y finalmente su tergita metasomal final es roja. Los patrones pueden variar, su abdomen continúa con los mismos patrones, en cambio en la parte superior del tórax se forma un anillo naranja.